# 李继颜
李继颜（9世纪—10世纪），唐朝末年军事人物，军阀凤翔节度使李茂贞的养子。光化元年（898年）五月任武定军节度使。次年，李茂贞将保大军节度使李思敬调任到武定军，改以李继颜为保大军节度使，保大军与李茂贞的关系因而由附庸转为归属。李继颜大约至天复元年（901年）在任。